# Зарубята
Зарубя́та (рос. Зарубята, ерз. Емла Кажлотка) — присілок у складі Торбеєвського району Мордовії, Росія. Входить до складу Сургодського сільського поселення.
Населення — 34 особи (2010; 40 у 2002).
Національний склад станом на 2002 рік:
- мокшани — 97 %